# Jonathan Mensah
Jonathan Mensah (ur. 13 lipca 1990 w Akrze) – ghański piłkarz grający na pozycji środkowego obrońcy w Columbus Crew.

## Kariera klubowa
Karierę piłkarską Mensah rozpoczął w klubie Ashanti Gold SC. W 2007 roku awansował do kadry pierwszej drużyny i wtedy też zadebiutował w jego barwach w pierwszej lidze ghańskiej. W 2008 roku odszedł do drużyny Free State Stars, grającej w Premier Soccer League, czyli lidze Republiki Południowej Afryki. Sezon później odszedł do drugiej ligi hiszpańskiej, do Granady.
| Sezon   | Klub             | Kraj              | Rozgrywki           | Mecze | Bramki |
| ------- | ---------------- | ----------------- | ------------------- | ----- | ------ |
| 2007/08 | Ashanti Gold SC  | Ghana             | Premier League      | 29    | 2      |
| 2008/09 | Free State Stars | Południowa Afryka | Premier League      | 26    | 1      |
| 2009/10 | Free State Stars | Południowa Afryka | Premier League      | 13    | 1      |
| 2010/11 | Granada CF       | Hiszpania         | Segunda División    | 15    | 1      |
| 2011/12 | Evian TG         | Francja           | Ligue 1             | 1     | 0      |
| 2012/13 | Evian TG         | Francja           | Ligue 1             | 6     | 0      |
| 2013/14 | Evian TG         | Francja           | Ligue 1             | 26    | 1      |
| 2014/15 | Evian TG         | Francja           | Ligue 1             | 9     | 1      |
| 2015/16 | Evian TG         | Francja           | Ligue 2             | 5     | 0      |
| 2015/16 | Anży Machaczkała | Rosja             | Priemjer-Liga       | 6     | 0      |
| 2016/17 | Anży Machaczkała | Rosja             | Priemjer-Liga       | 9     | 0      |
| 2017    | Columbus Crew    | Stany Zjednoczone | Major League Soccer | 31    | 2      |
| 2018    | Columbus Crew    | Stany Zjednoczone | Major League Soccer | 30    | 1      |
| 2019    | Columbus Crew    | Stany Zjednoczone | Major League Soccer |       |        |

## Kariera reprezentacyjna
W 2009 roku Mensah wraz z reprezentacją Ghany U-20 wystąpił na Mistrzostwach Świata U-20 w Egipcie i na tym turnieju był podstawowym zawodnikiem swojej drużyny. Z Ghaną wywalczył mistrzostwo świata i wystąpił w finałowym spotkaniu z Brazylią, wygranym po serii rzutów karnych. W 2010 roku Mensah został powołany do kadry na Puchar Narodów Afryki 2010.